# 141 Tauri
141 Tauri är en blåvit stjärna i huvudserien i stjärnbilden Tvillingarna. Trots sin Flamsteed-beteckning tillhör den inte Oxens stjärnbild. Den ligger på gränsen mellan stjärnbilderna och fick byta tillhörighet vid översynen av gränser mellan stjärnbilderna år 1930 och benämns efter bytet av stjärnbild ofta med sin HD-beteckning, HD 40724, eller HR-beteckning, HR 2116.
141 Tauri har visuell magnitud +6,36 och är nätt och jämnt synlig för blotta ögat vid mycket god seeing. Den befinner sig på ett avstånd av ungefär 785 ljusår.